# Супуровић
Презиме Супуровић је веома ретко српско презиме. Понели су га наследници Срба који су се носећи презиме Милатовић из околине Плава у Црној Гори преселили у Рогачицу (некада Својдруг), данас место код Бајине Баште, где су узели земљу преосталу након исељавања Турака из овог краја. Од њих су настала три презимена: Супуровић, Милошевић и Читаковић
Један од синова Вилотија Милатовића, Милош имао је надимак Супур (имао је супурасто - рошаво лице).  Сви његови синови су узели презиме Милошевић по његовом имену, док је само син Петар узео презиме Супуровић, по очевом надимку и он је први Супуровић.